# Ропуха шоломоносна
Ропуха шоломоносна (Ingerophrynus galeatus) — вид земноводних з роду Ingerophrynus родини Ропухові.

## Опис
Загальна довжина досягає 6—7 см. Спостерігається статевий диморфізм: самиці більші за самців. На голові у самиць розвинені потужні кісткові вирости, створюючі високі гребені. Лапи, боки і краї спини вкриті дрібними гострими шипиками. Загальне забарвлення спини шоколадно-коричневе, боків — червоно-коричневе. На основному фоні розташовується малюнок з дрібних темних плям, який може бути в тій чи іншій мірі розвинений.

## Спосіб життя
Полюбляє тропічні та субтропічні ліси у гірський місцині. Зустрічається в горах, на висоті до 1300 метрів над рівнем моря. Живиться безхребетними. 
Парування й розмноження відбувається у чистих гірських струмках. 

## Розповсюдження
Мешкає у В'єтнамі, Лаосі, Камбоджі, Таїланду, іноді зустрічається у провінції Хайнань (Китай).